# Abisara sala
Abisara sala är en fjärilsart som beskrevs av Hans Fruhstorfer 1914. Abisara sala ingår i släktet Abisara och familjen Riodinidae. Inga underarter finns listade i Catalogue of Life.